# Big Life
Big Life —en español: Gran vida— es el cuarto álbum de estudio de la banda estadounidense de hard rock Night Ranger  y fue lanzado en 1987 por MCA Records.   Fue republicado en 2009 por la misma discográfica.

## Grabación y lanzamiento
Este disco fue grabado entre 1986 y 1987 en los Fantasy Studios de la ciudad de Berkeley, California, E.U.A. Fue producido por la banda, Kevin Elson, Wally Buck y David Foster. La publicación del álbum corrió por parte MCA Records en marzo de 1987.
La canción «The Secret of My Success» fue enlistada en la banda sonora de la comedia del mismo nombre de 1987,  protagonizada por el actor y comediante estadounidense Michael J. Fox.

## Recepción y crítica
Siguiendo el éxito de los discos anteriores de la banda, Big Life logró una buena aceptación de las masas, pues llegó hasta la 28.ª posición del Billboard 200 estadounidense en 1987.  Este material discográfico fue certificado de oro por la Recording Industry Association of America por más de 500.000 copias vendidas en los EE. UU.
El editor de Allmusic Stephen Thomas Erlewine realizó una reseña a Big Life, comenzando con el reconocimiento de los antecesores a este álbum.  Ya en lo que a la música del disco se refiere, Erlewine mencionó que, «la fórmula del pop rock ya había, hasta cierto modo, hartado a la audiencia, pues en el radio se escuchaban otras bandas con sus respectivos subgéneros como Guns N' Roses y U2». Erlewine añadió que «Night Ranger no tenía el ‹agarre› suficiente en el rock o las baladas por lo que Big Life y sus sencillos fracasaron».

## Lista de canciones
| Lado A |                            |                                        |          |  |
| N.º    | Título                     | Escritor(es)                           | Duración |  |
| 1.     | «Big Life»                 | Jack Blades / Brad Gillis              | 5:17     |  |
| 2.     | «Color of Your Smile»      | Jack Blades                            | 4:12     |  |
| 3.     | «Love is Standing Near»    | Blades / Kelly Keagy / Alan Fitzgerald | 4:27     |  |
| 4.     | «Rain Comes Crashing Down» | Jack Blades                            | 5:56     |  |

| Lado B |                            |                                                      |          |  |
| N.º    | Título                     | Escritor(es)                                         | Duración |  |
| 5.     | «The Secret of My Success» | Blades / David Foster / Tommy Keane / Michael Landau | 4:27     |  |
| 6.     | «Carry On»                 | Blades / Keagy                                       | 4:22     |  |
| 7.     | «Better Let It Go»         | Blades / Keagy                                       | 4:43     |  |
| 8.     | «I Know Tonight»           | Jack Blades                                          | 4:03     |  |
| 9.     | «Hearts Away»              | Jack Blades                                          | 5:00     |  |
| 42:27  |                            |                                                      |          |  |

## Créditos

### Night Ranger
- Jack Blades — voz principal y bajo
- Kelly Keagy — voz principal y batería
- Brad Gillis — guitarra y coros
- Jeff Watson — guitarra
- Alan Fitzgerald — teclados y piano

### Músicos adicionales
- David Foster — teclados
- Kevin Chalfant — coros
- Bill Champlin — coros
- Max Haskett — coros

### Personal de producción
- Night Ranger — productor
- Kevin Elson — productor, ingeniero de audio y mezcla
- Wally Buck — productor e ingeniero de audio asistente
- David Foster — productor
- Rick Hullbrook — ingeniero de audio
- Frank Pekoc — ingeniero de audio asistente
- Tom Size — ingeniero de audio asistente
- David Thoener — mezcla

## Certificaciones
| País           | Asociación                                | Certificación | Ventas  |
| -------------- | ----------------------------------------- | ------------- | ------- |
| Estados Unidos | Recording Industry Association of America | Oro           | 500 000 |

## Listas
| Año  | País           | Lista         | Posición máxima |
| ---- | -------------- | ------------- | --------------- |
| 1987 | Estados Unidos | Billboard 200 | 28.º            |